# Kantakuzivka, Drabiv
Kantakuzivka (în ucraineană Кантакузівка) este o comună în raionul Drabiv, regiunea Cerkasî, Ucraina, formată numai din satul de reședință.

## Demografie
Componența lingvistică a comunei Kantakuzivka
     Ucraineană (98,44%)
     Alte limbi (1,11%)
Conform recensământului din 2001, majoritatea populației comunei Kantakuzivka era vorbitoare de ucraineană (98,44%), existând în minoritate și vorbitori de alte limbi.